# Metro w Sydney
Sydney Metro – system szybkiej bezkolizyjnej kolei miejskiej o dużej częstotliwości kursowania w Sydney. W 2019 roku została oddana do użytku pierwsza linia North West Rail Link (NWRL).
NWRL łączy północno-zachodnie przedmieścia miasta - Epping, Castle Hill i Rouse Hill. Linia ma 13 stacji na odcinku 36 kilometrów. Pociągi są w pełni zautomatyzowane.
Budowę NWRL zapowiedziano już 23 listopada 1998 roku, jednak 31 października 2008 roku projekt anulowano. Do pomysłu powrócono dwa lata później, kiedy oficjalnie zapowiedziano powstanie linii. Budowa pierwszego odcinka metra w Australii rozpoczęła się w 2014 i trwała ona 5 lat.  26 maja 2019 otwarto pierwszy odcinek liczący 13 stacji. W budowie jest odcinek liczący 30 km i 18 stacji.